# 미쓰요시 다카히로
미쓰요시 다카히로(일본어: 光吉孝浩)는 일본의 다큐멘터리 영화 감독이다.

## 이력
- 2008년 제 21회 도쿄 국제영화제 NATURAL TIFF 부문에 영화 「Blue Symphony 잭•마이요르가 사랑한 바다」로 참가했다.
- 2009년 캐나다의 밴쿠버에서 진행된 NEW ASIA FILM FESTIVAL에 대해 초대 작품으로서 영화 「Blue Symphony」가 상영되었다[2]. 같은 영화제의 프로필 소개문에, 와세다 대학을 졸업 후, 사진업[3]이나 TV프로의 일을 하고 있었다는 기술이 있다. 또 동작품은 도쿄대학 대학원 정보학환컨텐츠 창조 과학 산학 제휴 교육 프로그램의 일환으로 만들어지고 있는 것부터, 제작 시기에는 도쿄대학교 석사과정에 진학했다.[1].2009년 캐나다의 밴쿠버에서 진행된 NEW ASIA FILM FESTIVAL에 대해 초대 작품으로서 영화 「Blue Symphony」가 상영되었다[2]. 같은 영화제의 프로필 소개문에, 와세다 대학을 졸업 후, 사진업[3]이나 TV프로의 일을 하고 있었다는 기술이 있다. 또 동작품은 도쿄대학 대학원 정보학환컨텐츠 창조 과학 산학 제휴 교육 프로그램의 일환으로 만들어지고 있는 것부터, 제작 시기에는 도쿄대학교 석사과정에 진학했다.[2]
- 2009년 9월 26일, 일본의 다이빙 발상지와도 형용되는 가나가와현 마나쓰루마치[4]에서, 제1회 도쿄 국제 과학 페스티벌의 이벤트 「바다로부터 지구를 생각한다」가 열려 영화 「Blue Symphony 잭·마이요르가 사랑한 바다」가 상영되었다. 다이버, 어부, 해양 환경학의 연구자들과 함께 강연을 실시하고 있다.[3][4].
- 2010년 1월부터 2012년 1월까지 중국 광서장족자치구 계림시에서 JICA 자원봉사 활동에 의한 영상 제작의 기술 지원을 실시했다.이 시기, 2011년 3월에 발생한 동일본 대지진의 이재민에게 향한 응원 메시지 비디오 「재난은 희망을 빼앗아 갈수 없다. 희망을 가지자. 힘내라 일본!」을 중국의 학생과 함께 제작했다.[5]
- 같은 기간 동안, 카나가와 지구 시민 메신저를 위촉 되어 2011년 11월 「계림으로부터 카나가와의 아이들에게」[8]으로 제목 된 자연과 인간의 공생에 대한 메시지를 기고했다. 환경보호와 관광 산업의 육성에 의해 지역의 경제적 활성화가 가능한 것을, 아이들에게 향해서 알기 쉽게 말하고 있다. 그 문장안에 카나가와현 마나츠루마치에서 NPO 단체에서 활동하고 있는 것을 기술되어 있다. 또 환경 플래너의 자격을 가지고 있는.[6][7].
- 2012년 10월 독일 쾰른에서 진행된 포토 기나 2012로 공익사단 법인 일본 사진가 협회 주최의 사진전 「산다」PostTSUNAMI[10]의 오프닝 영상을 연출했다. 이 전람회의 영상은 동일본 대지진 후의 1년간의 기록이며, 인간이 다시 어떻게 일어서 나갔는지를, 사진과 인터뷰, 아름다운 음악과 함께 쓰고 있다. 포토 기나 2012 기간중에는, 대회장 및 비디오 스트리밍에 의해 방영, 공개되고 있었다.[8]